# HD 330
HD 330 — звезда, которая находится в созвездии Кассиопеи на расстоянии около 332 световых лет от нас.

## Характеристики
HD 330 — звезда F-класса 8,151 величины, не видимая невооружённым глазом. Впервые в астрономической литературе она упоминается в каталоге Генри Дрейпера, изданном в начале XX века. Она имеет массу, равную 1,12 массы Солнца. Возраст звезды оценивается приблизительно в 5,1 миллиардов лет. Планет в данной системе пока обнаружено не было.